# Нерівність трикутника

Три приклади нерівності трикутника для трикутників зі сторонами з довжинами x, y, z. Верхній приклад показує випадок, коли z є значно меншою за суму інших двох сторін x + y, а нижній приклад показує випадок, коли сторона z є лише трошки меншою за x + y.

Нерівність трикутника — основна властивість геометричних фігур евклідового простору, відстані, що використовується в геометрії, функціональному аналізі. 
Вона стверджує, що будь-яка сторона довільного трикутника менша за суму двох інших його сторін та більша за їх різницю. 
Нерівність трикутника входить як аксіома в визначення метрики простору, норми.

## Евклідова геометрія

Евклідова побудова доведення нерівності трикутника для планиметрії.

Нерівність трикутника є теоремою в Евклідовій геометрії, доведення наведено ще в «Началах» Евкліда.
В трикутнику {\displaystyle \ \Delta ABC:\;\;|AC|\leqslant |AB|+|BC|,} причому рівність {\displaystyle \ |AC|=|AB|+|BC|} досягається тільки тоді, коли трикутник вироджений і точка {\displaystyle B} лежить строго між {\displaystyle A} та {\displaystyle C}.

## Нормований простір

Нерівність трикутника для норм векторів.

Якщо {\displaystyle (V,\|\cdot \|)} — нормований векторний простір, де {\displaystyle V} — довільна множина, а {\displaystyle \|\cdot \|} — визначена на {\displaystyle V} норма. Тоді за визначенням норми:
{\displaystyle \|x+y\|\leqslant \|x\|+\|y\|,\quad \forall x,y\in V.}
- В гільбертовім просторі, нерівність трикутника є безпосереднім єдинозворотнім нетривіальним наслідком нерівності Коші — Буняковского.

## Метричний простір
Якщо {\displaystyle \ (X,\rho )} — метричний простір, де {\displaystyle X} — довільна множина, а {\displaystyle \ \rho } — визначена на {\displaystyle X} метрика. Тоді за визначенням метрики:
{\displaystyle \rho (x,y)\leqslant \rho (x,z)+\rho (z,y),\quad x,y,z\in X.}

## Обернена нерівність трикутника
Наслідком нерівності трикутника в нормованому та метричному просторі є такі нерівності:
- {\displaystyle {\bigl |}\|x\|-\|y\|{\bigr |}\leqslant \|x-y\|,\quad x,y\in V;}
- {\displaystyle |\rho (x,y)-\rho (x,z)|\leqslant \rho (y,z),\quad x,y,z\in X.}